# フライブルク音楽大学の人物一覧
フライブルク音楽大学の人物一覧は、フライブルク音楽大学に関係する人物の一覧記事。

## 著名な教職員

### 器楽奏者
- 井上直幸
- シャーンドル・ヴェーグ
- キム・カシュカシャン
- ヴォルフラム・クリスト
- ブラニミール・スローカー
- カール・ゼーマン
- ハインツ・ホリガー
- ヴォルフガング・マルシュナー

### 作曲家
- ハラルド・ゲンツマー
- マティアス・シュパーリンガー
- ブライアン・ファーニホウ
- クラウス・フーバー
- ヴォルフガング・フォルトナー

### その他
- フランシス・トラヴィス

## 卒業生

### 器楽演奏家
- ルドルフ・エヴァーハルト
- 樫本大進
- 日下紗矢子
- ヴォルフラム・クリスト
- 河野まり子
- 四方恭子
- 田島高宏
- 谷本聡子
- タベア・ツィンマーマン
- 堀正文
- 松居直美
- 深山尚久
- 山本晶子

### 声楽家
- フリッツ・ヴンダーリヒ
- ヒルデガルト・ベーレンス

### 作曲家
- 権代敦彦
- ディーター・シュネーベル
- たかの舞俐
- ハンス・ツェンダー
- 藤井喬梓
- 細川俊夫
- クラウス・シュテファン・マーンコプフ
- ヨンギー・パクパーン
- ヴォルフガング・リーム

### その他
- ギュンター・ヴィッヒ